# Catarhoe decolor
Catarhoe decolor là một loài bướm đêm trong họ Geometridae.